# Mycomyiella kaputuensis
Mycomyiella kaputuensis är en tvåvingeart som beskrevs av Gammelmo 2004. Mycomyiella kaputuensis ingår i släktet Mycomyiella och familjen svampmyggor.
Artens utbredningsområde är Tanzania. Inga underarter finns listade i Catalogue of Life.